# Volta Redonda
Volta Redonda je obec ve státě Rio de Janeiro v Brazílii. Má velký význam pro regionální a státní hospodářství.
Rozloha je 182,5 km² a počet obyvatel je 257 803 (2010).
Starosta města je Samuca Silva.
Městem protéká řeka Paraíba do Sul, podle jejíž ostré křivky dostalo jméno Volta Redonda.
Rozkládá se v nadmořské výšce 350 až 707 metrů nad mořem.

Volta Redonda, Brazílie

Průměrná teplota je 21 °C.
Roční index srážek je 1337 mm.
Dominují zde Severozápadní větry

## Sport

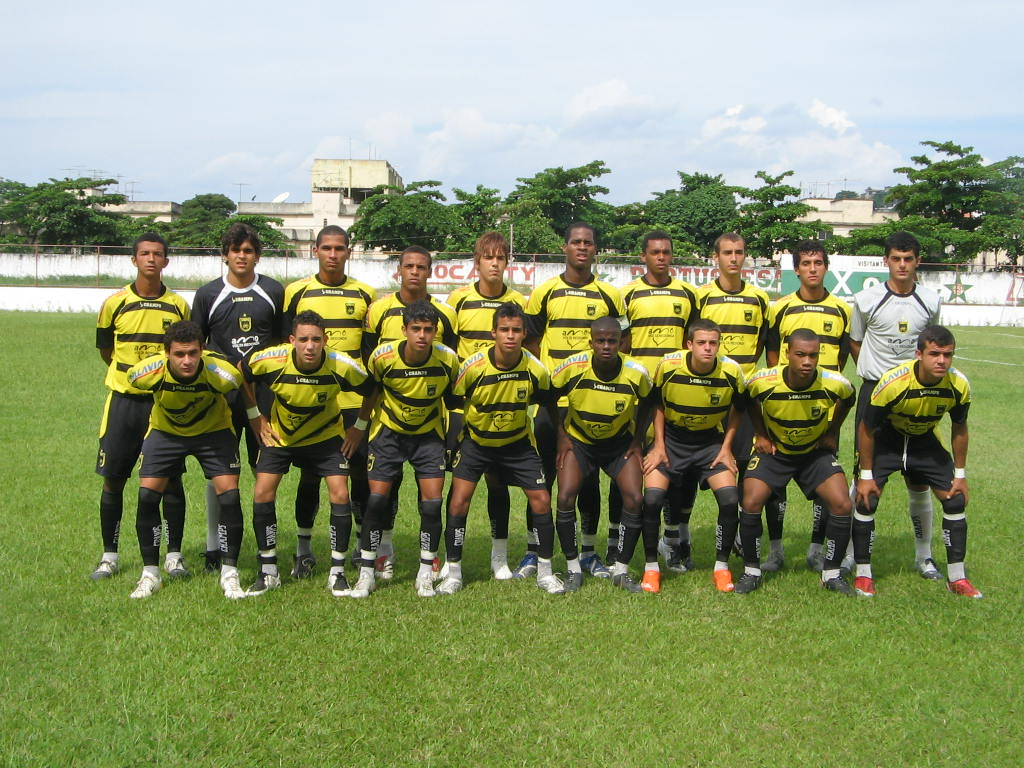
Volta Redonda FC, sezóna 2008

Nejdůležitější fotbalový klub města je Volta Redonda FC, který hraje domácí zápasy v Estádio Raulino de Oliveira

## Historie
V roce 1744 první průzkumní nazvali křivku řeky Paraíba do Sul, Volta Redonda, když v této oblasti hledali zlato a drahé kameny.
V roce 1941 byl zahájen industriální cyklus Volta Redonda, který byl vybrán jako místo pro instalaci závodu Companhia Siderúrgica Nacional (CSN)
Po sérii politických pochodů dosáhla Volta Redonda 17. července emancipace.